# Matthias Wedel
Matthias Wedel, auch Matthias von Wedel (* in Lübeck; † 11. September 1465) war ein deutscher Rechtsgelehrter.

## Leben
Matthias Wedel war adeliger Herkunft und gehörte wahrscheinlich der Familie von Wedel an. Er studierte ab 1444 an der Universität Rostock, wo er 1446 Bakkalaureus artium wurde.
Matthias Wedel stand 1455 dem Archidiakonat Stargard vor. Als Kanzler des Bischofs von Cammin Henning Iven setzte er sich für die Einrichtung eines Kollegiatstiftes an der Greifswalder Nikolaikirche ein und erhielt dort 1457 eine Kanonikatspräbende. Von 1456 bis 1464 war er Archidiakon in Stolpe an der Peene.
Er war mit Heinrich Rubenow befreundet, mit diesem an der Gründung der Universität Greifswald beteiligt und bei deren Einweihungsfeier anwesend. Wedel gehörte zunächst der Artistenfakultät an, wandte sich aber bald den Rechtswissenschaften zu. An der Universität Bologna, wo er sich zusammen mit Gervinus Ronnegarwe 1458 immatrikuliert hatte, war er 1460 Prokurator und wurde 1461 zum Doktor des kanonischen Rechts promoviert. Danach erhielt er neben Georg Walter die zweite Professur an der juristischen Fakultät der Universität Greifswald, wo er über das sechste Buch der Dekretalen und die Clementinen zu lesen hatte. 1462 war er Rektor der Hochschule.
Als es nach dem Tod des Herzogs Ottos III. von Pommern-Stettin zum Stettiner Erbfolgestreit kam, sandten ihn die Herzöge Erich II. und Wartislaw X. von Pommern-Wolgast 1465 als Gutachter zusammen mit Georg Walter, Johannes Parleberg, Sabel Siegfried und dem Anwalt Jaroslaw Barnekow an den Hof des Kaisers Friedrich III. Ihre Aufgabe war es, die Nachfolge der Wolgaster Linie des Greifenhauses genealogisch, heraldisch und juristisch nachzuweisen.
In der von Wedel vor dem Kaiser in Regensburg gehaltenen Rede „Oratio pro parte ducum Stettinesium coram Imperatore“ betonte er die Unrechtmäßigkeit der kurbrandenburgischen Ansprüche. Unter anderem machte er darin Ausführungen zu Geschichte und Gebrauch des Pommerschen Wappens. Die Wirkung der Rede war erfolgversprechend. Wedel starb jedoch im September 1465 unter ungeklärten Umständen. Die von ihm in niederdeutscher Sprache gehaltene Rede reichte er zusätzlich in einer schriftlichen Fassung in lateinischer Sprache ein. Eine Abschrift gelangte später in einen Codex des Greifswalder Stadtarchivs.